# Palazzo Algarotti-Corniani
Palazzo Algarotti Corniani (auch Palazzo Corniani degli Algarotti oder einfach Palazzo Algarotti) ist ein Palast in Venedig in der italienischen Region Venetien. Er liegt im Sestiere Cannaregio mit Blick auf den Rio de la Panada.

## Geschichte
Der Palast wurde Mitte des 16. Jahrhunderts für die Patrizierfamilie Stella erbaut. In den 1720er-Jahren fiel das Anwesen an die Brüder Bonomo und Francesco Algarotti, die es modernisieren ließen, vermutlich von Tommaso Temanza. Später öffnete Bernadino Corniani Algarotti den Palast mit der wertvollen Kunstsammlung seines Vorfahren Marcantonio Corniani Algarotti für die Öffentlichkeit. Heute befindet sich der Palast in schlechtem Erhaltungszustand, allerdings ist ein Teil der Innendekoration erhalten.

## Beschreibung
Der Palast hat drei Vollgeschosse und ein Zwischengeschoss oberhalb des Erdgeschosses. Bemerkenswert ist insbesondere das Hauptgeschoss mit dem venezianischen Fenster in der Mitte.